# Moviment Neoborbònic
El Moviment Neoborbònic (italià: Movimento Neoborbonico, [moviˈmento, nɛoborˈbɔniko]) és un moviment cultural nascut el 1993 a Nàpols amb diverses «delegacions» a Itàlia i a l'estranger.

## Història
A partir d’una sèrie d’articles de l'escriptor i autor de lletres de cançons, televisions i pel·lícules Riccardo Pazzaglia, amb Gennaro De Crescenzo, professor, assagista, periodista i arxiver, la idea de contra-celebrar l’arribada de Garibaldi a Nàpols (7 de setembre de 1860).
Centenars de persones es van reunir al Borgo Marinari aquella nit "assetjada" pels mitjans de comunicació (des dels diaris nacionals fins a la BBC) i d'aquí el naixement d'una associació cultural sense ànim de lucre que tenia i té com a principal objectiu la investigació i difusió de la memòria històrica en particular del Regne de les Dues Sicílies i dels Borbons de Nàpols.
Milers de pàgines de ressenyes de premsa italiana i estrangera i milers de membres i contactes (més de 8 milions de visualitzacions en pocs anys al lloc neoborbonici.it) gràcies a la tasca dels militants d’un moviment que també ha donat lloc a un adjectiu ("neoborbonico") abans desconegut i ara associat a persones apassionades per la història i orgulloses del seu passat. Una autèntica categoria historiogràfica utilitzada per aquells que disputen les tesis "neoborbòniques" sobre sobretot els primats en gran manera econòmics del sud de la preunificació i per aquells que s'hi reconeixen. Nombrosos estudis que reprenen la història del Moviment (els més recents van ser els de la conferència sobre el fenomen del "neoborbonism" a la Universitat de Colúmbia de Nova York el setembre del 2014 amb tesis de grau successives i diferents). El lema del Moviment és «Memòria, orgull, redempció».